# Pergalumna tahitiensis
Pergalumna tahitiensis är en kvalsterart som beskrevs av J. och P. Balogh 2002. Pergalumna tahitiensis ingår i släktet Pergalumna och familjen Galumnidae. Inga underarter finns listade i Catalogue of Life.